# Nytjärnen (Lycksele socken, Lappland, 719734-165603)
Nytjärnen är en sjö i Lycksele kommun i Lappland och ingår i Umeälvens huvudavrinningsområde. Sjön har en area på 0,0315 kvadratkilometer och ligger 276,9 meter över havet.

## Delavrinningsområde
Nytjärnen ingår i det delavrinningsområde (719602-165818) som SMHI kallar för Inloppet i Ajaursjön. Medelhöjden är 276 meter över havet och ytan är 20,22 kvadratkilometer. Räknas de 16 avrinningsområdena uppströms in blir den ackumulerade arean 241,12 kvadratkilometer. Åman som avvattnar avrinningsområdet har biflödesordning 3, vilket innebär att vattnet flödar genom totalt 3 vattendrag innan det når havet efter 187 kilometer. Avrinningsområdet består mestadels av skog (94 procent). Avrinningsområdet har 0,38 kvadratkilometer vattenytor vilket ger det en sjöprocent på 1,9 procent.